# Antoine-Félix de Monti
Antoine-Félix de Monti est un général et diplomate français né le 29 décembre 1684 à Bologne et mort en 1738.

## Biographie
Fils de Ferdinando Monti et de Camilla Moscardini, il est le frère du cardinal Filippo Maria de Monti.
Au cours de sa carrière militaire, il atteint le poste de colonel général. Il commence sa carrière diplomatique à la cour d'Espagne à l'époque de Giulio Alberoni.
Entre 1729 et 1736, il est ambassadeur de Louis XV en Pologne. À l'automne 1732, il organise une entrée triomphale à Varsovie pour éblouir les Polonais avec la puissance du roi de France. Il s'agit de la mission la plus cérémonielle en Pologne au XVIIIe siècle. Le spectacle a pour but de convaincre la noblesse de soutenir le candidat français au trône de Pologne, Louis François de Bourbon-Conti. Lors de l'entrée de Monti, les tambours sont battus et l'armée présente les armes.
Sa tâche en Pologne est à la fois de provoquer un rapprochement entre la cour de Wettin et la France et de préparer l'élection de Stanislas Leszczynski. Le Cabinet secret saxon est alors dominé par des partisans de la France et une alliance avec la France y est sérieusement envisagée. Monti leur a donné un peu d'espoir, en établissant en même temps des contacts avec l'opposition anti-saxonne en Pologne, notamment avec le primat Teodor Andrzej Potocki.
Il contre le renforcement de la position des Saxons en Pologne en provoquant systématiquement la perturbation des sessions parlementaires. Durant l'interrègne de 1733, il travaille avec zèle pour Leszczynski et le persuada de s'enfuir à Gdańsk. Parce qu'il participe activement à la défense de la ville, il est fait prisonnier par l'armée russe commandée par Burckhardt Christoph von Münnich. Il est ensuite emprisonné à Toruń avec le primat Potocki. Ce n'est qu'après la pacification générale qu'il put rentrer à Paris en 1736.

## Sources
- (pl) Cet article est partiellement ou en totalité issu de l’article de Wikipédia en polonais intitulé « Antoine-Felix de Monti » (voir la liste des auteurs).
- Nouvelle biographie générale, 1861
- Charles Pierre Victor Pajol, Les guerres sous Louis XV - Volume 1, 1881